# Piotr Shabelsky-Bork
Piotr Nikoláievich Shabelski-Bork (en ruso: Пётр Николаевич Шабельский-Борк; 1893– 18 de agosto de 1952) fue un oficial ruso antisemita, miembro del movimiento de derecha radical Unión del Pueblo Ruso. Es conocido por haber asesinado junto a Sergey Taboritsky, a Vladímir Nabókov, padre del reconocido escritor homónimo.

## Biografía
Pyotr Nikolaevich Popov nació el 5 de mayo de 1893, en Kislovodsk, Imperio Ruso, en el seno de una familia de ricos terratenientes. La madre de Popov era un miembro destacado de la Unión del Pueblo Ruso y era editora de un periódico Black Hundreds publicado en San Petersburgo. Popov estudió en la Universidad de Járkov antes de unirse al Ejército Imperial Ruso durante el estallido de la Primera Guerra Mundial en 1914, sirviendo en el rango de segundo teniente en el Regimiento de Caballería Ingush de la División de Caballería Nativa del Cáucaso. Después de la revolución de febrero, Popov se retiró del ejército, pero después de la Revolución de Octubre de 1917 fue encarcelado por los bolcheviques por ser miembro de una organización monárquica y el 3 de enero de 1918 el Tribunal Revolucionario de Petrogrado lo condenó a prisión y servicio comunitario forzado por un período de nueve meses. Mientras estaba en prisión, Popov se reunió con el escritor de extrema derecha Fyodor Viktorovich Vinberg lo que posteriormente contribuyó a la emigración. El 1 de mayo de 1918, Popov y Vinberg fueron amnistiados con motivo de la "solidaridad proletaria internacional" y poco después de su liberación viajaron a Kiev, Ucrania donde emigraron a Alemania, con soldados alemanes retirándose de la ciudad después de que fuera capturada por tropas nacionalistas ucranianas pertenecientes a Symon Petliura.

## Alemania
Popov adoptó el seudónimo de Pyotr Nikolayevich Shabelsky-Bork, originalmente para sus obras literarias, que se derivó de su madrina Elisaveta Aleksandrovna Shabelskaya-Bork. Poco después de su llegada a Berlín, Shabelsky-Bork se asoció estrechamente con el general Vasily Biskupsky y Sergey Taboritsky, quienes también habían huido de Rusia a Alemania después de la Primera Guerra Mundial. Biskupsky fue un miembro destacado de la parte del emigrante ruso blanco, comunidad involucrada en la política de extrema derecha alemana, a la que finalmente se unió Shabelsky-Bork y se convirtió en un importante promotor de los notorios Protocolos de Sión. Shabelsky-Bork también comenzó a trabajar con Fyodor Viktorovich Vinberg y los dos colaboraron en la producción de un anuario, Luch Sveta ("Un rayo de luz"). En el tercer número de este periódico (mayo de 1920) se publicó el texto completo de la edición de 1911 del libro de Sergei Nilus.

## Asesinato de Vladimir Dmitrievich Nabokov
El 28 de marzo de 1922, Shabelsky-Bork y Taboritsky fueron los dos asesinos responsables de la muerte de Vladimir Dmitrievich Nabokov durante un asesinato fallido. El objetivo previsto Pavel Milyukov, era un miembro destacado del Partido Democrático Constitucional (comúnmente conocido como Kadets), un partido político centrista liberal ruso conocido por su fuerte apoyo a la ciudadanía plena para todas las minorías de Rusia y la emancipación judía. El partido se había visto obligado a abandonar el país después de la victoria bolchevique en la Guerra Civil Rusa y estaba celebrando una conferencia política en ausencia en Berlín. Nabokov intentó detener el asesinato, pero Taboritsky le disparó dos veces y murió instantáneamente. Por el crimen, Shabelsky-Bork y Taboritsky recibieron una sentencia de 14 años de prisión por parte de las autoridades alemanas, pero fueron liberados poco después de comenzar su sentencia debido a una amnistía.

## Colaboración con los nazis
Después de su liberación, Shabelsky-Bork continuó su trabajo con los movimientos políticos de extrema derecha en Alemania y finalmente se involucró con Adolf Hitler y el Partido Nacional socialista de los Trabajadores Alemanes (NSDAP), de quienes esperaba que restauraran la monarquía en Alemania. Cuando el NSDAP llegó al poder en 1933, Shabelsky-Bork comenzó a organizar grupos pro-nazis entre la población rusa en Alemania.
Cuando el NSDAP llegó al poder en 1933, Shabelsky-Bork participó en la organización de grupos pronazis entre la población rusa en Alemania, como el ROND Movimiento Popular de Liberación de Rusia. Al mismo tiempo, Shabelsky vivía una existencia muy precaria: Biskupsky hizo varios intentos de asegurar un trabajo por "el salario más mínimo" para su protegido, sin embargo, estos esfuerzos fueron infructuosos

## Muerte
En la primavera de 1945, en los últimos días de la Segunda Guerra Mundial y con el Ejército Rojo a la entrada de Berlín, Shabelsky-Bork huyó de Alemania después de que su casa en Berlín fuera destruida durante un ataque aéreo. Shabelsky-Bork, huye a Sudamérica donde se alojara en Paraguay, Argentina y Uruguay con una identidad falsa. Participó en la producción de publicaciones monárquicas y cristianas ortodoxas en América hasta su muerte por tuberculosis pulmonar el 18 de agosto de 1952.
- Datos: Q4519122